# 王说 (辽朝)
王说（951年—1007年），字梦徵，辽朝官员，祖先是太原人。
辽圣宗时，王说为西头供奉官，以洛苑使、检校国子祭酒、加检校太子宾客。历任军器使、翰林茶酒使。以都部署加金紫、检校司空、上柱国。任亳州防御使。检校司徒、知永州刺史事，授金紫。任上京副留守，有政绩。转任奉先军节度使、检校太保，行显州刺史、上柱国，封琅琊县开国男，食邑三百户。再任积庆宫汉儿、渤海都部署、检校太傅、治宫务。奉宣同监国政，权宣徽击五宫院事。任燕京管内商税都点检，宋辽议和后，授为忠勤奉主功臣、宁江军节度使、封琅琊县开国侯，食邑一千户。奉宣为板筑都部署、宣差中京大内都部署。负责营建皇都，加户部使。统和二十五年（1007年）在中京积劳成疾去世，时年五十七岁，赠检校太师。

## 家庭
- 祖父王绍，投靠辽太祖，被任命为守吏部尚书门下侍郎，纯和守正佐理功臣、宣徽使、特进、检校太傅、开国侯。
  - 父亲王崇信，东头供奉官，辽西州刺史。
    - 弟弟王希隆，东头供奉官、涿州刺史、上柱国、琅琊县开国男，食邑三百户。
    - 弟弟王希祐，右番殿直、西头供奉官、仪銮副使。
    - 弟弟王希涛，左番殿直
    - 弟弟王希颜，权閤門舍人